# Sciroppo d'acero

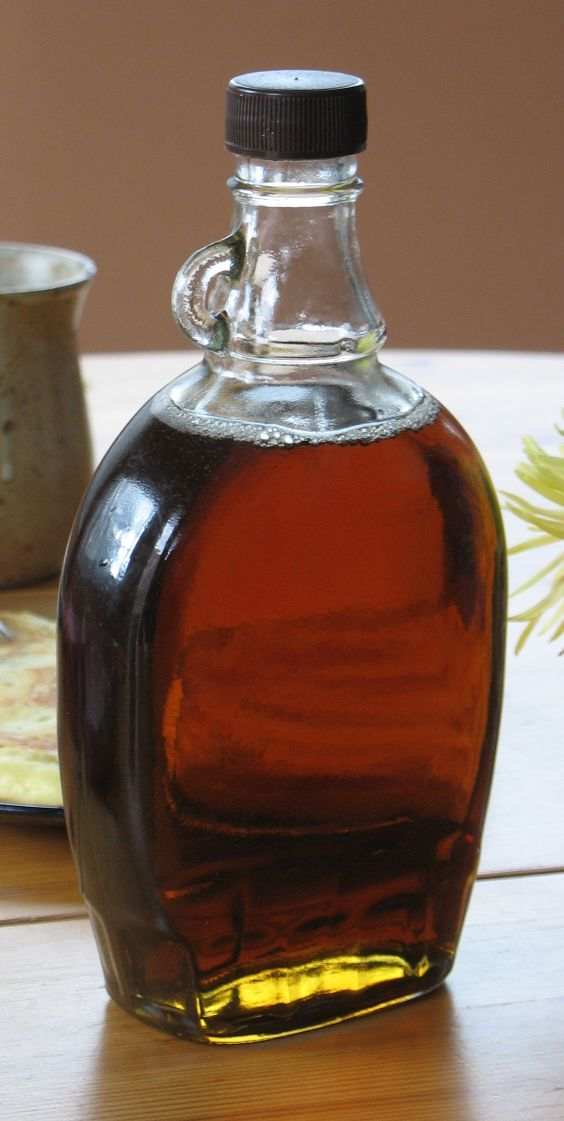
Una bottiglia di sciroppo d'acero

Lo sciroppo d'acero è un liquido zuccherino ottenuto bollendo la linfa dell'acero da zucchero e dell'acero nero. È il terzo dolcificante naturale meno calorico (circa 260 calorie per cento grammi) superato dalla melassa e dalla stevia; ha un alto contenuto di sali minerali. Oltre a essere utilizzato nei Paesi freddi per le elevate calorie e proprietà nutrizionali, lo sciroppo d'acero è noto anche per le sue proprietà depurative oltre che energizzanti.
Già i nativi irochesi del Canada conoscevano la lavorazione della linfa d'acero. In origine veniva trattata in modo da ottenerne cristalli che fungevano da surrogato dello zucchero di canna. Solo in seguito si scoprì la possibilità di ricavarne sciroppo. Viene usato come arricchimento di preparazioni solitamente dolci, come pancake o waffle.

## Produzione

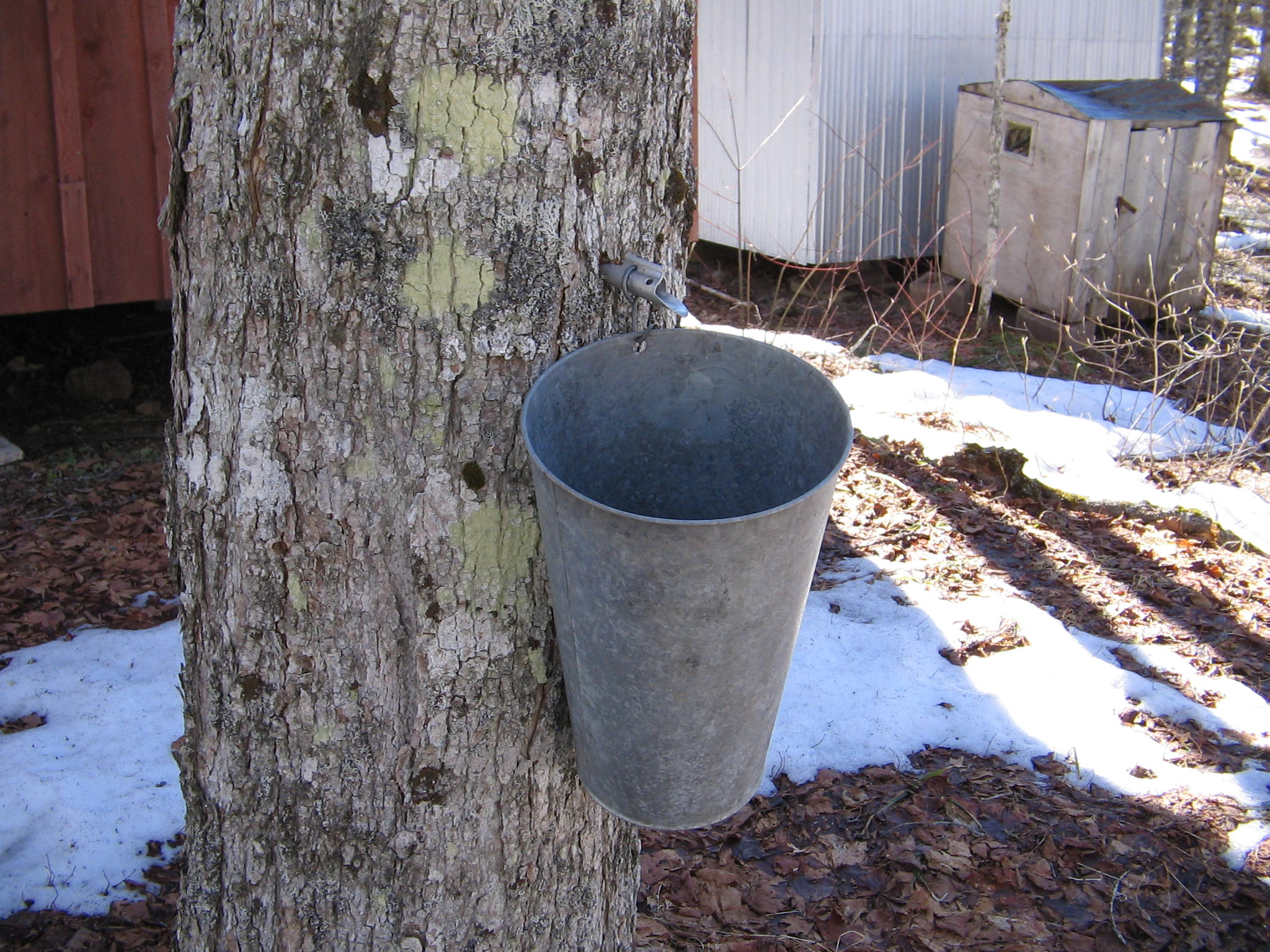
Estrazione della linfa dall'albero

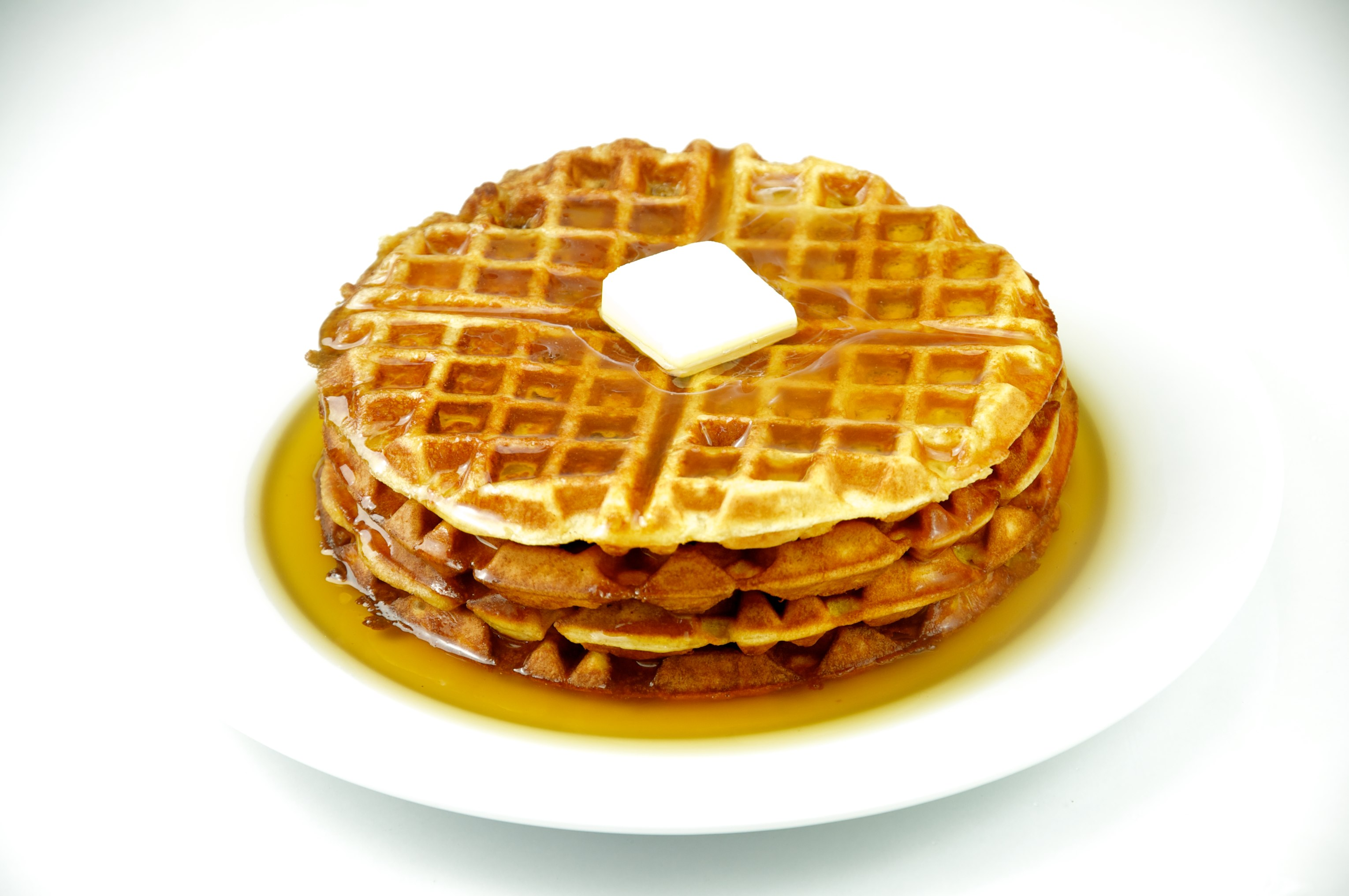
Waffle con sciroppo d'acero e burro

Lo sciroppo d'acero viene oggi prodotto dalle province orientali del Canada e in alcune zone degli Stati Uniti. La linfa viene raccolta all'inizio della primavera (in genere in marzo o aprile) quando l'acero è in stato quiescente, in aree di coltivazione note come sugarbush o sugarwoods, in francese del Quebèc "érablières". La linfa è composta di sostanza solida di circa il 3-5%, in gran parte costituita da saccarosio. È inoltre composta da acido malico, potassio, calcio, ferro, vitamine e componenti fenoliche. Lo sciroppo deriva dal processo di concentrazione della linfa, che si effettua in costruzioni ad hoc chiamate sugarshacks o cabanes à sucre; può essere classificato in base al grado di translucenza (per esempio dal più al meno translucente: fancy, grade A, grade B).
Le varietà più scure, a maggior contenuto di minerali e composti del ferro, vengono raccolte quando la stagione è prossima alla ripresa vegetativa, e presentano un maggiore sentore minerale e un gusto più marcato, per questo vengono preferite le varietà più chiare per essere servite con pancake e simili. Per ottenere un litro di sciroppo ci vogliono 40 litri di linfa d'acero. Il Canada è responsabile di circa l'85% della produzione mondiale; la provincia del Québec è il principale produttore mondiale, con il 75% dello sciroppo d'acero prodotto ogni anno. Negli Stati Uniti d'America è molto usato come condimento per i pancake.
Nella Nuova Inghilterra, nel Québec e in parti dell'Ontario, il processo di fabbricazione dello sciroppo è divenuto parte della cultura popolare: residenti delle regioni metropolitane visitano almeno una volta l'anno gli sugarshack, dove piatti a base di sciroppo d'acero sono serviti in un'atmosfera rustica e casareccia. La maple toffee (letteralmente: caramella d'acero) o tire sur la neige è preparata versando un sostitutivo del caramello caldo, ottenuto concentrando ulteriormente lo sciroppo, nella neve fredda; la caramella così realizzata viene quindi mangiata su bastoncini a mo' di lecca-lecca. Non a caso, lo stesso albero è considerato un simbolo del Canada, in quanto sulla bandiera del Canada è riportato il disegno di una sua foglia, di colore rosso.
Anche in Friuli e sul Carso sloveno e triestino è abbastanza diffusa la melata d'acero (dose di vôl, dose volane o mîl di vôl in friulano; mane javor, mane jabor in sloveno e nei dialetti sloveni del Carso), che, anche se non prodotta tramite le stesse modalità dello sciroppo d'acero, vi si avvicina molto perché ricavata comunque direttamente dalla sua linfa, perché ricca di elementi minerali, perché è meno dolce del miele ricavato dai fiori di tale pianta e per il sapore.